# Edgar Bernhardt
Edgar Bernhardt (tiếng Nga: Эдгар Бернхардт; sinh ngày 30 tháng 3 năm 1986) là cầu thủ bóng đá chuyên nghiệp người Kyrgyzstan - Đức hiện tại đang thi đấu ở vị trí tiền vệ cho câu lạc bộ Preußen Espelkamp tại Westfalenliga 1.

## Đầu đời
Bernhardt được sinh ra vào ngày 30 tháng 3 năm 1986 tại Novopavlovka, Liên Xô, nay là Kyrgyzstan.

## Sự nghiệp thi đấu

### Ở Đức và Hà Lan
Bernhardt ra mắt chuyên nghiệp tại Eerste Divisie cho FC Emmen vào ngày 10 tháng 8 năm 2007, khi anh vào sân thay người ở phút thứ 55 trong trận đấu với Go Ahead Eagles. Anh trở lại VfL Osnabrück vào ngày 30 tháng 6 năm 2008 và ký hợp đồng với đội bóng vào ngày 8 tháng 6 năm 2009, trong trận gặp Wuppertaler SV.

### Kedah
Vào ngày 28 tháng 5 năm 2019, Bernhardt gia nhập câu lạc bộ Kedah tại Giải bóng đá Vô địch quốc gia Malaysia. Anh kết thúc mùa giải với 2 bàn thắng và 8 đường kiến tạo sau 20 lần ra sân.

### Abahani Limited Dhaka
Vào tháng 12 năm 2019, Bernhardt chuyển tới câu lạc bộ Abahani Limited Dhaka tại Giải bóng đá Ngoại hạng Bangladesh.

### Dordoi Bishkek
Vào ngày 1 tháng 8 năm 2020, Dordoi Bishkek thông báo về việc ký hợp đồng với Bernhardt có thời hạn đến hết mùa giải 2020. Vào ngày 16 tháng 1 năm 2021, Dordoi Bishkek xác nhận sự ra đi của Bernhardt sau khi hết hạn hợp đồng. Bernhardt trở lại Dordoi Bishkek vào ngày 19 tháng 7 năm 2021, sau sáu tháng gắn bó với câu lạc bộ Andijon tại Giải bóng đá ngoại hạng Uzbekistan.

## Sự nghiệp quốc tế
Bernhardt được gọi lên Đội tuyển bóng đá quốc gia Kyrgyzstan dưới thời huấn luyện viên Aleksandr Krestinin chuẩn bị cho 2 trận đấu tại Vòng loại Giải vô địch bóng đá thế giới 2018 gặp Bangladesh và Úc. Anh ghi bàn thắng quốc tế đầu tiên trong trận ra mắt gặp Bangladesh bằng một quả phạt đền, giúp đội nhà giành chiến thắng 3–1 tại Dhaka.

## Đời tư
Bernhardt có hộ chiếu quốc tịch Đức, Kyrgyzstan và Nga. Anh được sinh ra ở Kyrgyzstan, nhưng chuyển đến Stemwede, Đức cùng gia đình khi còn nhỏ.

## Thống kê sự nghiệp

### Quốc tế
Tính đến trận đấu diễn ra vào ngày 15 tháng 6 năm 2021
| Đội tuyển quốc gia | Năm       | Trận | Bàn |
| ------------------ | --------- | ---- | --- |
| Kyrgyzstan         | 2014      | 2    | 0   |
| Kyrgyzstan         | 2015      | 7    | 1   |
| Kyrgyzstan         | 2016      | 7    | 0   |
| Kyrgyzstan         | 2017      | 4    | 0   |
| Kyrgyzstan         | 2018      | 7    | 0   |
| Kyrgyzstan         | 2019      | 10   | 3   |
| Kyrgyzstan         | 2021      | 3    | 0   |
| Tổng cộng          | Tổng cộng | 40   | 4   |

## Bàn thắng quốc tế
Tỷ số và kết quả liệt kê bàn thắng đầu tiên của Kyrgyzstan, cột điểm cho biết điểm số sau mỗi bàn thắng của Bernhardt.
| # | Thời gian            | Địa điểm                                             | Đối thủ    | Ghi bàn | Kết quả | Giải đấu                                     |
| - | -------------------- | ---------------------------------------------------- | ---------- | ------- | ------- | -------------------------------------------- |
| 1 | 11 tháng 6 năm 2015  | Sân vận động Quốc gia Bangabandhu, Dhaka, Bangladesh | Bangladesh | 1–0     | 3–1     | Vòng loại Giải vô địch bóng đá thế giới 2018 |
| 2 | 10 tháng 10 năm 2019 | Sân vận động Dolen Omurzakov, Bishkek, Kyrgyzstan    | Myanmar    | 1–0     | 7–0     | Vòng loại Giải vô địch bóng đá thế giới 2022 |
| 3 | 10 tháng 10 năm 2019 | Sân vận động Dolen Omurzakov, Bishkek, Kyrgyzstan    | Myanmar    | 2–0     | 7–0     | Vòng loại Giải vô địch bóng đá thế giới 2022 |
| 4 | 10 tháng 10 năm 2019 | Sân vận động Dolen Omurzakov, Bishkek, Kyrgyzstan    | Myanmar    | 7–0     | 7–0     | Vòng loại Giải vô địch bóng đá thế giới 2022 |

## Danh hiệu
Kedah
- Cúp FA Malaysia: 2019
- Á quân Cúp bóng đá Malaysia: 2019

Dordoi Bishkek
- Giải bóng đá Vô địch Quốc gia Kyrgyzstan: 2020, 2021